# Zalew Zakrzówek
Zalew Zakrzówek, také nazývaný Zakrzówek (nebo Polské Maledivy) je zatopený kamenolom v polském vojvodství Malopolsko, ve městě Krakově, v městské části Zakrzówek, v obvodě Debniki. Nachází se na pravém břehu řeky Visly.

## Popis
Jezero leží na jedné výšině asi 200 m. n. m. a je až 32 metrů hluboké (plocha asi 30 hektarů). Vzniklo v bývalém stejnojmenném kamenolomu, ve kterém se již ve středověku těžil vápenec, a když se s těžbou skončilo, přestala se z něj odčerpávat spodní voda. Břehy tvoří z velké části strmé skalní stěny s výškou až 30 metrů.
V roce 2002 vznikl mezi městskou radou a občanskou iniciativou spor o zástavbu břehů jezera, které se pokusila tato iniciativa zabránit. Ochránci přírody odkazovali na to, že v jezeře sídlí početné ohrožené druhy zvířat, jako například užovka hladká. Městská rada však plán na výstavbu v oblasti okolo jezera přijala. V okolí vznikly rodinné domy a vily pro zámožnější obyvatele Krakova. 

## Rekreační využití
Na břehu jezera se od roku 1999 nalézala potápěčská základna Kraken, která si pronajala pozemek od města. Potápěči potopili do jezera mnoho objektů, mezi jinými Polski Fiat 125p, tyto vyhledávají potápěči v hloubce od 7 do 32 metrů. Díky čisté vodě je viditelnost pod vodou cirka 15 metrů. Jezero je oblíbené u potápěčů z celého Polska.
Jezero je využíváno obyvateli Krakova jako rekreační oblast. V roce 2023 byla povolena výstavba soustavy bazénů v jezeře (jižní část). Dříve bylo koupání kvůli množství nehod a nedostatku plavčického dozoru zakázáno, zákaz byl však běžně porušován. V současnosti je komplex bazénů již v provozu. 